# Marek Safjan

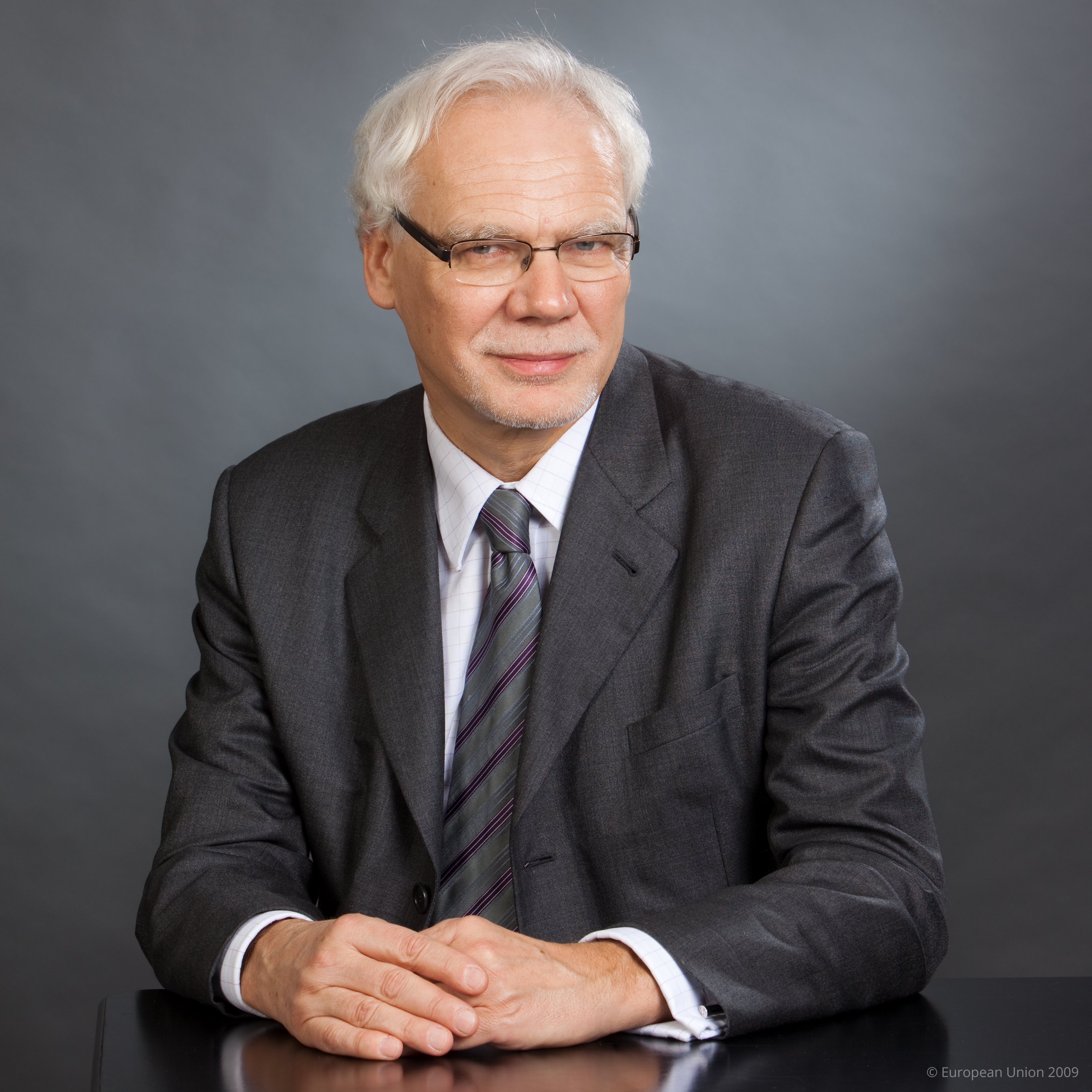
Marek Safjan

Marek Henryk Safjan (* 28. August 1949 in Warschau) ist ein polnischer Jurist und Professor der Rechtswissenschaft. Zwischen 1998 und 2006 war er Vorsitzender des Verfassungsgerichtshofes in Polen, und von 2009 bis 2024 diente er als Richter am Europäischen Gerichtshof.

## Leben
Im Jahr 1971 absolvierte er ein Studium an der Fakultät für Recht und Verwaltung der Universität Warschau, in der Safjan daraufhin angestellt wurde. Zudem war er Teilnehmer eines von Stanisław Ehrlich geführten Doktorandenseminars. Er wirkte innerhalb eines Gremiums aus Rechtsexperten der Solidarność mit, welches im Zeitraum zwischen 1981 und 1992 Reformen des Rechtssystems ausarbeitete.
Im Jahr 1980 erhielt er den Doctor iuris und erwarb 1990 die Habilitation. 1998 wurde ihm der Professorentitel vergeben. Safjan spezialisierte sich in den Bereichen allgemeines Privatrecht sowie Medizinrecht und ist Autor von über 200 wissenschaftlichen Abhandlungen. Weiterhin publizierte er regelmäßig in der Newsweek. Er gehörte des Weiteren dem Rat der Helsinki-Stiftung für Menschenrechte an.
Zwischen 1996 und 1997 fungierte er als Prorektor an der Universität Warschau. Mitglied des Collegium Invisibile (anknüpfend an das Collegium Nobilium), Vorsitzender im wissenschaftlichen Beirat des Institutes für Rechtspflege, Vertreter Polens im Ausschuss für Bioethik des Europarats (1991–1997), korrespondierendes Mitglied der PAU und Mitglied im „Komitee für Ethik in der Wissenschaft“ bei der Polnischen Akademie der Wissenschaften.
Im Jahr 1997 wurde er in den Verfassungsgerichtshof gewählt und bekleidete infolge seiner Ernennung durch den Staatspräsidenten Aleksander Kwaśniewski von Januar 1998 bis zu seinem Rücktritt am 5. November 2006 das Amt des Gerichtsvorsitzenden.
Im Januar 2009 wurde er zum Richter am Europäischen Gerichtshof nominiert und löste im Zuge seiner Vereidigung am 6. Oktober 2009 Jerzy Makarczyk ab. Im April 2015 wurde seine Amtszeit um weitere sechs Jahre verlängert. Da der EuGH einen 2021 von der PiS-Regierung nominierten Nachfolgekandidaten ablehnte,  blieb Safjan weiter im Amt. Er trat erst am 31. Januar 2024 auf eigenen Wunsch zurück.
Nach der Parlamentswahl im Herbst 2023 postulierte Safjan, die Regierung Tusk dürfe sich bei einer Justizreform und der Entfernung von PiS-Kadern nicht in die „Falle eines juristischen Formalismus“ begeben, sondern müsse schnell und entschieden handeln.

## Auszeichnungen
- Träger des Verdienstordens der Italienischen Republik (Großoffizier), erhalten 2000[9]
- Träger des Ordens Polonia Restituta (Komtur), erhalten 2010[10]

2004 erhielt Safjan den Idzi‑Radziszewski‑Preis und zwei Jahre später den Kisiel-Preis. Im Jahr 2007 wurde ihm die Pro-Merito-Medaille des Generalsekretärs des Europarates verliehen.

## Belege
1. ↑  Kaczyński myśli Leninem? In: Gazeta Wyborcza. 12. März 2016, abgerufen am 28. Dezember 2017 (polnisch).
2. ↑  Kazimierz Barczyk, Stanisław Grodziski, Stefan Grzybowski: Obywatelskie inicjatywy ustawodawcze Solidarności, 1980-1990. materiały i projekty ustaw Centrum Obywatelskich Inicjatyw Ustawodawczych „S“ i Społecznej Rady Legislacyjnej. Wydawnictwo Sejmowe, Warszawa 2001, ISBN 83-7059-503-0 (polnisch, coiu.pl [PDF; 3,7 MB; abgerufen am 18. März 2023]).
3. ↑  Lista tutorów Collegium Invisibile. In: ci.edu.pl. Archiviert vom Original am 7. Mai 2013; abgerufen am 28. Dezember 2017 (polnisch).
4. ↑  Gerichtshof der Europäischen Union. Jahresbericht 2010. (PDF) In: curia.europa.eu. S. 75, abgerufen am 28. Dezember 2017.
5. ↑  Marek Safjan ponownie sędzią TSUE. In: uniaeuropejska.org. 3. April 2015, archiviert vom Original (nicht mehr online verfügbar) am 30. Mai 2016; abgerufen am 28. Dezember 2017 (polnisch).
6. ↑  Sędzia TSUE żegna się ze stanowiskiem. Jego kadencja upłynęła kilka lat wcześniej. 23. Januar 2024, abgerufen am 27. April 2024 (polnisch).
7. ↑  Marek Safjan - Court of Justice of the European Union. Abgerufen am 27. April 2024 (englisch).
8. ↑  Wyborcza.pl. Abgerufen am 19. Januar 2024.
9. ↑  Safjan Sig. Marek: Grande Ufficiale Ordine al Merito della Repubblica Italiana. In: quirinale.it. 14. März 2000, abgerufen am 28. Dezember 2017 (italienisch).
10. ↑  Postanowienie Prezydenta Rzeczypospolitej Polskiej o nadaniu orderów. M.P. z 2011 r. Nr 20 poz. 212. In: Monitor Polski auf der Website des ISAP. Kanzlei des Sejm, 18. November 2010, abgerufen am 28. Dezember 2017 (polnisch, PDF-Datei s. Tekst ogłoszony).

| Personendaten    | Personendaten                                                           |
| ---------------- | ----------------------------------------------------------------------- |
| NAME             | Safjan, Marek                                                           |
| ALTERNATIVNAMEN  | Safjan, Marek Henryk                                                    |
| KURZBESCHREIBUNG | polnischer Jurist, Doktor der Rechtswissenschaft und Verfassungsrichter |
| GEBURTSDATUM     | 28. August 1949                                                         |
| GEBURTSORT       | Warschau                                                                |